# Ново-Ивановское (Западнодвинский район)
 Ново-Ивановское  — деревня в Западнодвинском муниципальном округе Тверской области.

## География
Находится в юго-западной части Тверской области на расстоянии приблизительно 4 км по прямой на север по прямой от районного центра города Западная Двина у западного берега реки Западная Двина.

## История
В 1877 году здесь (усадьба Ново-Ивановское или Ивановское Торопецкого уезда Псковской губернии) было учтено 4 двора. До 2020 года деревня входила в состав ныне упразднённого Западнодвинского сельского поселения. 	

## Население
Численность населения: 15 человек (1877 год), 13 (русские 92 %) в 2002 году, 6 в 2010.